# Навобод (Даханський джамоат)
Навобо́д (тадж. Навобод) — село у складі Хатлонської області Таджикистану. Входить до складу Даханського джамоату Кулобського району.
Село розташоване на каналі Дахана.
Назва означає нещодавно благоустроєний.
Населення — 763 особи (2010; 749 в 2009).